# Kékszárnyú verébpapagáj
A kékszárnyú verébpapagáj (Forpus xanthopterygius), korábban kékfarú verébpapagáj, a madarak osztályának papagájalakúak (Psittaciformes) rendjébe és a papagájfélék (Psittacidae) családjába tartozó faj.

## Előfordulása
Argentína, Brazília, Bolívia, Kolumbia, Ecuador Paraguay és Peru területén honos. Erdők, cserjések és szavannák lakója.

## Alfajai
- Forpus xanthopterygius crassirostris (Taczanowski, 1883)
- Forpus xanthopterygius flavescens (Salvadori, 1891)
- Forpus xanthopterygius flavissimus Hellmayr, 1929
- Forpus xanthopterygius spengeli (Hartlaub, 1885) – Ezt az alfajt a legújabb rendszerek faji szinten kezelik, mint türkizszárnyú verébpapagáj (Forpus spengeli)[1]
- Forpus xanthopterygius xanthopterygius (Spix, 1824)

## Megjelenése
Testhossza 12 centiméter. Tollazata zöld, szárnyéle és fara kék.
|  |